# Велян Огненов
Велян Огненов Даркоски, известен като Уста Велян, е български зограф и резбар от Българското възраждане, представител на Дебърската художествена школа. Работи в средата и втората половина на XIX век и името му се свързва с популяризирането на светската стенопис в дейността на представителите на Банската художествена школа.

## Биография

### Родно място
По въпроса с произхода на Огненов има известно объркване. Асен Василиев смята, че Уста Велян се казва Велян Христов Огнев и е роден в мияшкото дебърско село Тресонче и тази версия се повтаря в много енциклопедични статии. Николай Тулешков пък смята, че е от съседното мияшко село Осой. Костадин Молеров, потомък на бански зографи, обаче пише „Велян Огнев, преселник от Лазарополе, бил резбар в църквата „Св. Троица“ в Банско, заедно с Иван Ушев“. Иванка Гергова привежда зографски надписи от две икони, за да докаже, че родното място на Огненов наистина е трето мияшко село - Лазарополе. На иконите „Света Богородица с Младенеца“ и „Христос Вседържител“ от иконостаса на лазарополската църква „Свети Георги“ има идентичен надпис: „Тази света икона... поклониха кир Велю и братята му Дамян и Георги, Огненови синове, Даркоски, в годината 1849. От ръката на Димитър Тома хаджи Икономов от Разлога“. Така надписите изясняват, че Огненов е бащиното име на Уста Велян, а фамилията му е Даркоски - една от най-старите лазарополски фамилии. Той и братята му не са прекъсвали връзките си с родното място, на което даряват икони от най-добрия бански зограф - Димитър Томов Молеров.

### Семейство
Няма сведения от кого Огненов се учи на зографския занаят. Резбарят Никола Дарковски в 1833 година изработва иконостаса за „Света Богородица Болничка“ в Охрид, който е възможно да е роднина на Велян. но пръв помощник и ученик на Велян е синът му, Ангел Велянов. Преселва се в Банско през 1837 година, където изрисува иконостаса и наоса в църквата „Света Троица“. Според наследници на Велян той бил първоначално женен за Юлиана, италианка, от която имал двама сина Трайко и Ангел. Юлиана починала преди преселението в Банско, а двамата му сина му помагали в „Света Троица“, което показва, че са били поне на 20 години. Трайко пада от скелето при работата в „Света Троица“ и загива. В Банско Велян се жени втори път за София, дъщеря на Петър Бенин и сестра на Неофит Рилски. Така според Гергова Велян Огненов е роден „малко преди началото на XIX век“.

### „Света Троица“ в Банско
Поканата на Уста Велян да работи в Банско показва, че той вече е известен майстор. В различни публикации се казва, че бил работи в Солун и Солунско, Сярско, Драма.
Сред творбите на Уста Велян сигурни са стенописите в собствения му дом в Банско - Веляновата къща, където обаче вероятно е работил и синът му Ангел, резбованият таван в къщата, както и орнаменталната стенописна украса в „Света Троица“. За дърворезбата по иконостаса и амвона в същата църква се предполага, че е негово дело, но Константин Молеров споменава като резбар и Иван Ушев, за когото не се знае нищо друго. Асен Василиев твърди, че в Банско Велян се е занимавал и с украса на долапи и невестински сандъци. 
Според Гергова новата църква в Банско не е имала нужда от зографи, а от резбари, тъй като в града няма резбарска школа. Резбата в църквата е оскъдна и не много впечатляваща. Иконостасът има много рисувани орнаменти, а резбата е основно по венчилката. Частично са резбовани амвонът и владишкият трон. Украсени са и колонните редове и плафонът с богата декорация - барокови листни композиции, вази с цветя, гирлянди и растителни стръкове. В „Света Троица“ Огнев показва голям усет за подредба и колорит.

### „Успение Богородично“ в Пазарджик
Александър Арнаудов открива в кондиката на църквата „Успение Богородично“ в Пазарджик данни за участие на Уста Велян в нейната украса. На 19 февруари 1861 година му му е платено за темплото (иконостаса) 4 хиляди гроша. На 7 май 1861 година „кога донесе иконостасо“ (проскинитария) е получил 2 хиляди. Друг запис от същата дата казва, че за „иконостаса за Кирила и Методия“ (тоест проскинитария с иконата на св. св. Кирил и Методий) Велян взима 1100 гроша. Друг запис казва, че по-преди Велян е взел 3093 гроша. Арнаудов изчислява, че майстор Велян е получил от Пазарджишката община 12 293 гроша и 20 пари. Така със сигурност Уста Велян, който е марангозчия, е взел участие в изработката на пазарджишкия иконостас заедно с други резбари и е е изработил два проскинитария, единият от които е този с Кирил и Методий. Иконостасът основно е приписван на Макрий Фръчковски.
Проскинитарият с иконата на Кирил и Метотодий, която е дело на Станислав Доспевски, е до една от колоните в южния кораб на наоса. Резбата по него не е много. Сред използваните от Велян Огненов орнаменти преобладават дълги тесни назъбени листа, по които има малки цветни розетки. В двете пана – над и под иконата има по две симетрично разположени птици. Долното пано почти дословно повтаря композиция от стенописната украса на Веляновата къща. Резбованият таван във Веляновата къща има украса от същите листа и розетки. Три друти проскинитария в „Успение Богородично“ - на Свети Илия, на Свети Харалампий и на Свети Спиридон, са сходни като композиция, но са дело на други резбари, тъй като стилистиката на орнаментите
е различна. Характерните според Иванка Гергова за Огненов тесни назъбени листа присъстват в проскинитариите с балдахини, които не са позлатени, както и на иконостаса.

### Други иконостаси
Тези листа присъстват в иконостаси, приписвани на Макарий Фръчковски, които много приличат на пазарджишкия иконостас - в манастира „Успение Богородично“ в Гумендже, в църквата „Свети Димитър“ в село Горно Броди, в църквата „Свети Никола“ в Прищина. Според Гергова и атрибуцията и датировките на тези иконостаси са проблематични, като и за трите няма документално потвърждение за авторството. Така например Димитър Кьорнаков датира гумендженския иконостас в 1821 година, когато църквата била разширена на изток и отбелязва, че същият резбар е изпълнил и архиерейския трон и балдахина в олтара - Негрий Блажев. Киворият в църквата обаче е датиран 1856 година, което променя датировката. Бродският иконостас (1835), както отбелязва и Васил Кънчов е сходен с този в Серския манастир (1803). Резбата на сярския иконостас е поразително сходна с произведенията на Петър Гарка и Кьорнаков смята, че е участвал в изработката му. Така според Гергова всички тези иконостаси „не са изпълнени от една личност, но следват единна линия на развитие и са част от изкуството на пътуващите дебърски майстори. Трябва да допуснем, че Велян Огненов и Макарий Фръчковски са били част от тях. Възможно е Велян да е бил ангажиран в Пазарджик заради препоръката на Макарий Фръчковски. Двамата са вероятно връстници и е много вероятно или да са учили заедно при някой майстор, или да са работили някъде заедно.“ Според нея в църквите в Разлога и Неврокопско има царски двери и венчилки със стилистиката на Дебърската школа. Така в „Свети Димитър“ в Тешово царските двери са извънредно сходни със страничните двери на пазарджишкия иконостас, както и с резбованите сцени в „Успение Богородично“ в Годлево (1835), изписана от Димитър Молеров. Молеров изписва и царските икони на тешовския иконостас в 1848 година. Този иконостас е много сходен с гумендженския и в „Свети Тодор“ в Долно Броди.
Негово дело е иконостасът във „Въведение Богородично“ в Чаталджа.
Според Гергова има сходство и между декоративната украса на банския иконостас и този в лазарополската църква „Свети Георги“, изпълнен в 1835 - 1836 година. И двата комбинират резбована и рисувана украса. Рисуваната лозница от лазарополския иконостас е толкова сходна с орнаменталния фриз на същото място в банския иконостас, че Гергова смята, че общото участие на Велян Огненов е много вероятно. Според нея са сходни са и цветните орнаменти в цоклите на двата иконостаса. Резбата на лазарополския иконостас показва близост с иконостаса на майстор Никола Дарковски от „Света Богородица Болничка“ (1833).

### Велянова къща
Велян Огненов е автор на стенописите на голяма част от съхранените изрисувани къщи в Банско, сред които и неговата собствена, известна като Веляновата къща, подарена му от църковното настоятелство, която днес е функциониращ музей. Части от стенописите във Веляновата скъща са силно повредени и са претърпели лоши реставрации. Те са в стил левантински барок - Велян се опитва да имитира цариградските дворци, а вестибюла му имитира европейски салон. Мотивът с двама пехливани и двама музиканти до тях е сходен със сцена от 1795 от гостната на Серския манастир (по-късно изгоряла) на зограф Неделко, идентифициран с Неделко Росошки. Повтаря се и мотивът дървета с плодове и диня под арки. Една малка стая има два големи пейзажа от Цариград, а на тясната стена е изобразен мъж с кон, който пикае. Мъжът е с европейско облекло, с високи ботуши за езда и е смятан за автопортрет на Велян.
Умира в Банско след 1861 година, годината когато е засвидетелствано, че работи в Пазарджик. Сред учениците му се откроява името и на Димитър Сирлещов.